# Drosophila setipalpus
Drosophila setipalpus är en tvåvingeart som beskrevs av Elmo Hardy 1965. Drosophila setipalpus ingår i släktet Drosophila och familjen daggflugor.
Artens utbredningsområde är Hawaii.